# Ensemble Neue Horizonte Bern
Das Ensemble Neue Horizonte Bern ist ein Ensemble für zeitgenössische Musik und ist insbesondere spezialisiert auf Werke der nordamerikanischen Avantgarde, Komponierte Programme und konzeptuelle Musik.

## Werdegang
Das Ensemble Neue Horizonte Bern wurde 1968 von Urs Peter Schneider gegründet. Im ersten Konzert des Ensembles kamen in der Schweiz bislang unbekannte Werke von John Cage, Earle Brown, Morton Feldman und Christian Wolff zur Aufführung. Diesen Schwerpunkt auf die New York School behielt das Ensemble bis heute bei. 1982 wurde die erste europäische Gesamtaufführung der Song Books von John Cage veranstaltet, 1992 diejenige der Burdocks von Christian Wolff. Dazu kommt das klassische Repertoire der Moderne und Avantgarden der letzten 60 Jahre mit einem Schwerpunkt auf eigene Werke.
Das Ensemble besteht mehrheitlich aus Musikerinnen und Musikern, die sowohl komponierend wie interpretierend tätig sind. Daraus ergibt sich ein selbstverständlicher Umgang mit konzeptionellen Musikarten und Improvisation. Neben Schneider sind vier weitere Musiker seit den Gründungsjahren Mitglieder des Ensembles.

## Aktuelle Mitglieder
- Urs Peter Schneider (Ensemblemitglied seit 1968)
- Erika Radermacher (Ensemblemitglied seit 1968)
- Roland Moser (Ensemblemitglied seit 1969)
- Peter Streiff (Ensemblemitglied seit 1969)
- Matthias Bruppacher (Ensemblemitglied seit 1974)
- Philippe Micol (Ensemblemitglied seit 1986)
- Hansjürgen Wäldele (Ensemblemitglied seit 1989)
- Marc Kilchenmann (Ensemblemitglied seit 2011)